# 相约古罗马
《相约古罗马》（英語：Meet the Romans with Mary Beard）是一部BBC于2012年製播的纪录片，由玛丽·比尔德编剧并主演，介绍了世界上第一座超级城市古罗马的平常百姓的日常生活。